# Лидија Копања
Лидија Копања (пољ. Lidia Kopania-Przebindowska; Колушка, 12. мај 1978) пољска је певачица.
Копања је представљала Пољску на такмичењу Песма Евровизије 2009. године са песмом „I don't wanna leave“ у Москви, Русија. Заузела је 12. место у другој полуфиналној вечери, чиме се није квалификовала за финале.

## Дискографија

### Албуми
- 2006 : "" (Интуиција)
- 2008 : "" (Пред свитање)

### CD синглови
- 1998 "" (Необичан дар)
- 2006 ""
- 2006 ""
- 2007 "" (Твоје ћутање није злато)
- 2008 "" (Она суза)
- 2008 "" (Хоћу да причам са тобом)
- 2009 ""